# Справи давно минулих днів
«Спра́ви давно́ мину́лих днів»... (рос. «Дела давно минувших дней...») — російський радянський повнометражний чорно-білий детективний художній фільм, поставлений на Кіностудії «Ленфільм» в 1972 році режисером Володимиром Шределем за мотивами повісті «У смузі відчуження» Анатолія Безуглова та Юрія Кларова.
Прем'єра фільму в СРСР відбулася 4 червня 1973 року.

## Зміст
Група співробітників держбезпеки намагається з'ясувати подробиці вбивства антиквара, який був убитий ще за Російської імперії. Він залишив великі гроші у Швейцарії і тепер радянський уряд хоче їх повернути. Та з'ясувати подробиці через понад сорок років — нелегке завдання.

## Ролі
- Іван Насонов — міліціонер Олександр Білецький
- Валерій Ольшанський — Федір Олексійович Савельєв в 1926 році
- Михайло Лобанов — міліціонер Михайло Мотильов
- Петро Меркур'єв — міліціонер Петро Кемберовський
- Бруно Фрейндліх — Федір Олексійович Савельєв на пенсії
- Єлизавета Уварова — Зоя Василівна Павлова
- Михайло Кокшенов — майор КДБ Володимир Синіцин
- Віктор Перевалов — сержант міліції Коля
- Наталія Четверикова — Зоя Павлова в молодості
- Володимир Етуш — Думанський/герр Гофман
- Михайло Глузський — Василь Михайлович Злотников
- Микола Лавров — Індустріальний
- Юрій Мальцев — Іван Миколайович Сердюков

- Олександр Афанасьєв — прикажчик антиквара Семен Семенович
- Елеонора Александрова — покоївка в «Англетере»
- Олександр Беніамінов — кравець дядя Яша (в титрах зазначений як — Н. Олександрова)
- З. Бородіна — епізод
- Інна Варшавська — ресторанна співачка
- Сергій Дворецький — робочий
- Леонтіна Дьоміна — сусідка Дьоміной
- Віталій Копилов — чистильник взуття
- Герман Орлов — начальник УгРо Медведєв
- Геннадій Полока — провісник Істомін
- Анатолій Столбов — скупник краденого «Дядя Серьожа»
- Жанна Сухопольська — перекладачка
- Галина Теплинська — Настя, дочка Савельєва
- Олег Хроменков — Діденко, начальник в'язниці
- Євген Шпитько — злодій у в'язниці
- У титрах не вказані:
- Андрій Ананов — комсомолець
- Олександр Анісімов — конвоїр
- Михайло Васильєв — господар ігротеки
- Микола Гаврилов — експерт кіноархіву
- Андрій Грецов — цікавий хлопчик на зламі будинку
- Людмила Ксенофонтова — дама у афішної тумби
- Євгенія Лосакевич — колишня фрейліна Локшина
- Микола Мельников — злодюжка з безпритульними
- Павло Первушин — наглядач у в'язниці
- Андрій Трофимов — заводський хлопець
- Галина Фролова — епізод

## Знімальна група
- Сценарій — Олександра Червінського за участю Анатолія Безуглова та Юрія Кларова
- Постановка — Володимира Шределя
- Головний оператор — Володимир Бурикін
- Головний художник — Євген Гуков
- Композитор — Ісаак Шварц
- Текст пісні — Є. Храмова
- Звукооператор — Володимир Яковлєв
- Режисер — І. Іванов
- Оператор — А. Бахрушин
- Редактор — Михайло Кураєв
- Монтажер — Леда Семенова
- Художник по костюмах — Наталія Кочергіна
- Художники-декоратори — Едуард Ісаєв, Ю. Кряквін
- Художник-гример — Г. Васильєва
- Асистенти:
режисера — С. Ільїна, А. Густавсон
оператора — Д. Гаращенков, В. Кузнецьов
- Комбіновані зйомки:
Оператор — Ю. Мурашов
Художник — І. Денисов
- Головний консультант фільму — комісар міліції III рангу Г. Карлов
- Директор картини — Григорій Діденко

## Звукова доріжка
У фільмі використана пісня Володимира Висоцького «Оплавляются свечи на старинный паркет…», у виконанні І. Варшавської (ресторанна співачка)